# Jacques Denizot
Pour les articles homonymes, voir Denizot.
Jacques Denizot, né à Sainte-Sabine, le 9 septembre 1821, mort à Dijon le 29 septembre 1915, est l'auteur de nombreux articles et ouvrages sur l'histoire de la Côte-d'Or.

## Biographie
Jacques Denizot est issu d'une famille modeste de cultivateurs. Formé dans les séminaires du diocèse, il est ordonné prêtre en 1844. Il est successivement vicaire à Nuits-Saint-Georges en 1845, curé de Maligny en 1847, sous-directeur du Petit Séminaire de Plombières-lès-Dijon en 1851 et curé de Morey-Saint-Denis et de Chambolle-Musigny pendant trente ans de 1856 à 1886. À cette date, il est nommé aumônier des Petites Sœurs des pauvres à Dijon, puis chanoine honoraire en 1892.
L'abbé Denizot, comme beaucoup de prêtres érudits du diocèse, se passionne pour la recherche historique et
archéologique. Il publie divers articles dans les Mémoires de la Société d'histoire, d'archéologie et de littérature de l'arrondissement de Beaune dont une Histoire du village de Sainte-Sabine (en 1881), dans le Bulletin d'histoire et d'archéologie religieuses du diocèse de Dijon dont La Vraie Croix dans le diocèse de Dijon et Reliques vénérées au monastère de Saint-Vivant-sous-Vergy (en 1885) et un ouvrage Vie et culte de sainte Sabine, veuve et martyre (en 1899).
Il laisse également un certain nombre de travaux restés inédits, comme une très impressionnante Encyclopédie de la Côte-d'Or en six volumes, contenant plus de 2 000 articles sur les communes du département, des personnalités et des thèmes variés, dont on peut consulter le manuscrit à la Bibliothèque Municipale de Dijon. Plusieurs extraits dédiés à des cantons particuliers du département de la Côte-d'Or ont été publiés récemment.